# Enderby (British Columbia)
Enderby ist eine Gemeinde im Süden der kanadischen Provinz British Columbia. Die Gemeinde liegt im Shuswap Highland, im Regional District of North Okanagan.

## Geografie
Enderby liegt am Westufer des Shuswap River. Die Ortschaft liegt rund 24 Kilometer südlich von Salmon Arm bzw. 36 Kilometer nördlich von Vernon am Highway 97A.

## Geschichte
Die Geschichte der Ansiedlung reicht weiter zurück als nur die allgemeine Betrachtung durch Europäer, da das Gebiet vor der Ansiedlung von Europäern schon Siedlungs- und Jagdgebiet der First Nation war. Hauptsächlich siedelten hier Angehörige vom Stamm Secwepemc, auch bekannt als Shuswap.
Die Ansiedlung entwickelte sich im Laufe der Zeit aus einer Niederlassung von Siedlern. Als der erste weiße Siedler, der sich hier 1866 niederließ gilt Alexander Leslie Fortune. Ursprünglich wurde die Ansiedlung als Lambly’s Landing geführt, nach dem Nachnamen zweier Brüder, die hier 1878 ein Warenhaus und später eine Rinderfarm errichtet hatten. Im Laufe der Zeit lebten so viele Menschen in der Ansiedlung, dass bereits am 1. November 1887 hier auch ein Postamt eröffnet wurde, dieses dann schon unter dem Namen Enderby.

## Demographie
Die letzte offizielle Volkszählung, der Census 2016, ergab für die Ansiedlung eine Bevölkerungszahl von 2.964 Einwohnern, nachdem der Zensus 2011 für die Gemeinde noch eine Bevölkerungszahl von 2.932 Einwohnern ergab. Die Bevölkerung nahm damit im Vergleich zum letzten Zensus im Jahr 2011 nur um schwache 1,1 % zu und entwickelte sich entgegen dem Provinzdurchschnitt, dort mit einer Bevölkerungszunahme von 5,6 %. Im Zensuszeitraum 2006 bis 2011 hatte die Einwohnerzahl in der Gemeinde auch nur um 3,7 % zugenommen, während sie im Provinzdurchschnitt um 7,0 % zunahm.
Zum Zensus 2016 lag das Durchschnittsalter der Einwohner bei 47,7 Jahren und damit weit über dem Provinzdurchschnitt von 42,3 Jahren. Das Medianalter der Einwohner wurde mit 53,3 Jahren ermittelt. Das Medianalter aller Einwohner der Provinz lag 2016 bei 43,0 Jahren. Zum Zensus 2011 wurde für die Einwohner der Gemeinde noch ein Medianalter von 50,0 Jahren ermittelt, bzw. für die Einwohner der Provinz bei 41,9 Jahren.

## Politik
Eine Bestätigung der kommunalen Selbstverwaltung für die Gemeinde erfolgte bereits am 1. März 1905 (incorporated als City).
Bürgermeister der Gemeinde ist Greg McCune. Zusammen mit sechs weiteren Bürgern bildet er den Rat der Kleinstadt (council).

## Wirtschaft
Die meisten Arbeitsplätze finden sich im Bereich der Land- und Forstwirtschaft. Weitere wichtige Beschäftigungsbereich finden sich im Bereich der Leichtindustrie sowie im Zusammenhang mit Tourismus.
Das Durchschnittseinkommen (Median Income) eines Beschäftigten aus Enderby lag im Jahr 2006 bei 18.656 C $ und damit deutlich unter dem Durchschnittseinkommen der gesamten Provinz British Columbia von 24.867 C $.

## Verkehr
Enderby liegt am Highway 97A, welcher die Gemeinde in Nord-Süd-Richtung durchquert und Vernon im Süden mit Sicamous im Norden verbindet. Über einen Flughafen verfügt die Gemeinde nicht, dafür über einen Anschluss an das Eisenbahnnetz der Canadian Pacific Railway.
Öffentlicher Personennahverkehr wird mit einer Buslinie durch das „Shuswap Regional Transit System“ angeboten, welches von BC Transit in Kooperation betrieben wird. Diese Linie verbindet die Gemeinde mit Salmon Arm und eine Line des „Vernon Regional Transit System“, welches ebenfalls von BC Transit in Kooperation betrieben wird, verbindet Enderby mit Vernon.

## Tourismus
Enderby profitiert in geringen Umfang von seiner Lage am Highway 97 A, der hier einer Touristenverbindung von Vancouver zu den Nationalparks in den Rockie Mountains darstellt. Ein eigenständiger touristischer Anziehungspunkt ist der nahegelegene Enderby Cliffs Provincial Park.

## Söhne und Töchter von Enderby
- Brad Farynuk (* 1982), Eishockeyspieler